# Abdel-Qader Yassine
Abdel-Qader Yassine, född 1946 i Haifa, Brittiska Palestinamandatet (nuvarande Israel), är en svensk författare, journalist och filosofie doktor i statsvetenskap. När staten Israel bildades 1948 flydde han, liksom många andra palestinier från Palestina, i det som palestinierna själva kallar al-Nakba, katastrofen. Yassine var forskningschef på PLO:s planeringscenter i Beirut och Tunis. Han har även varit rådgivare åt Yassir Arafat. 
Yassine kom till Sverige 1991 som politisk flykting. Han utbildade sig till bibliotekarie vid Bibliotekshögskolan och fick 1999 en tjänst vid Immigrant-institutet. Han skriver regelbundet för stora tidningar såsom Dagens Nyheter, al-Quds, The Independent och Politiken. Yassine har även en dotter som går i hans spår, dottern heter Suzanne mansi och läser till journalist i hib.
Yassine är även medlem i styrelsen för General Union of Palestinian Writers, Arab Writers’ Union och Palestinian Academic Society och medlem i International Organisation of Journalists, Afro-Asian Writers’ Union, Sveriges Författarförbund, Nordisk Sälskap för Mellanösterns Studier och Förbundet för Forskning om internationell migration och etniska relationer.
Abdel-Qader Yassine är en av litteraturens nomader - en kosmopolit och exilförfattare som talar sex språk flytande och som har bott i ett tjugotal länder i fyra världsdelar. Likväl återvänder han i bok efter bok till det hemland han tvingades i exil ifrån, Palestina. 
1985 internerades han i Jordanien och utsattes för tortyr. Tack vore Amnesty International och Pennklubben släpptes han ur fängelse på villkoret att aldrig återkomma till Jordanien, och lämnade landet till Sverige.
Här har han skrivit artiklar bland annat för Dagens Nyheter, Göteborgs-Posten, Boråstidning, Folket i Bild, Ord & Bild, Aftenposten, Politiken, Information, Die Zeit, Middle East Times, Viewpoint,och Al-Quds.
Han arbetar sedan tio år på hans livs verk , Encyclopaedia Palestina .
Ty Abdel-Qader Yassine är något så ovanligt som en författare som drivs av en vision om att skriva sitt lands smärtsamma historia. I sina böcker har han successivt arbetat sig igenom Palestinas nutidshistoria. Han har skrivit 15 böcker om Palestina, arabvärlden, Islam, och kulturkonflikt. 
Utan hemland -- vem, vad är då Abdel-Qader Yassine?
”En typisk modern människa, det vill säga någon som undflyr varje definition. Eftersom jag är överallt är jag ingenstans. Men jag är fortfarande palestinier. Jag har förbundit mig att fullfölja en vision: att skriva om ett land som mycket få skriver om och som väldigt få känner till överhuvudtaget.
Den dag andra skriver om Palestina kommer jag kanske att skriva om något annat. Kanske, alltså. För tillfället arbetar han på en ny bok om zigenare.
P.S. Hans dotter heter Suzan (inte Suzanne) och hon är bara 15 år.

### Romaner
- Utstött (Salty Sting of Memory: Journal of a Palestinian exile), 1997